# Big Three (đại học)
Big Three hay HYP là thuật ngữ lịch sử tại Hoa Kỳ dùng để nhắc tới Đại học Harvard, Đại học Yale và Đại học Princeton. Cụm từ Big Three bắt nguồn từ năm 1880, khi ba trường đại học này thống trị giải bóng bầu dục các trường đại học. Năm 1906, các trường đại học hợp thức hoá một giải đấu bắt đầu từ năm 1878. Việc hình thành ban đầu này sớm trước the Ivy League hơn nửa thế kỉ. HYP vẫn là những đối thủ cho tới ngày nay, mặc dù ba trường này không còn là nơi sản sinh ra các cầu thủ giỏi nữa, ba trường vẫn tiếp tục cuộc đấu liên đại học được biết đến là Big Three hay Harvard-Princeton-Yale.
Ngoài hiệp hội thể thao, cụm từ Big Three được nhắc tới để biểu thị ba trường đại học ưu tú nhất của nước Mĩ. Ngày nay, các trường được biết tới như là the Big Three vì chúng là những trường đại học được chọn lọc nhất và biểu tượng cho tầng lớp và xã hội cao cấp. Các trường này có số lượng học sinh tài năng lớn nhất so với các trường Ivy League khác, số học sinh ghi danh cao nhất và những sinh viên tốt nghiệp thường là lãnh đạo trong nhiều lĩnh vực chính như: tài chính, luật, nhà nước, học viện và doanh nghiệp. Một số trường tương đương với đại học Oxford và Cambridge ở Anh, grandes écoles ở Pháp. Các cựu học sinh của các trường này có tổng cộng 50 tổng thống Mĩ, 280 giải thưởng Nobel, 38 huy chương Fields, 30 Turing Award, 86 tỉ phú và rất nhiều những người đứng đầu những cơ quan hành chính và chính phủ.